# 深低溫保存
深低溫保存，也称为超低溫保存（英語：cryopreservation），指將生物、生命組織、或細胞等有機物質和其他物質在攝氏零下196度或以下的低溫保存的一種技術。一般來說，深低溫保存是泛指在低於零下196度攝氏 / 77度開氏 (即液態氮的沸點) 的低溫下保存生物材料或物質。在此溫度 (-196攝氏度) 下，所有生物活動，理論上都會停止，包括一些會使細胞死亡的生物化學活動。